# Sabanas de San Ángel
Sabanas de San Ángel est une municipalité située dans le département de Magdalena en Colombie.